# شیمونوویتسه
شیمونوویتسه (به لاتین: Šimonovice) یک منطقهٔ مسکونی در جمهوری چک است که در ناحیه لیبرتس واقع شده‌است. شیمونوویتسه ۷٫۱۹ کیلومتر مربع مساحت و ۱٬۰۳۳ نفر جمعیت دارد و ۴۸۵ متر بالاتر از سطح دریا واقع شده‌است.